# Krasno
Krasno (prije službeno Krasno Polje) selo je na obroncima Velebita u okolici Senja, danas naseljeno poglavito Bunjevcima. Nalazi se na nadmorskoj visini od (714 m). Središte je Nacionalnog parka Sjeverni Velebit gdje godišnje prođe desetak tisuća planinara, a samo Svetište godišnje posjeti i do 100.000 ljudi. Pod imenom Krasno spominje se prvi put 1275. U Krasnu je bila izgrađena u dotursko doba crkva Sv. Marije, pa se spominje podatak da je postojala godine 1219. Krasno je u srednjem vijeku pripadalo senjskoj crkvi, a poharano je i ostalo bez stanovnika u turskim osvajanjima u 17. stoljeću. Od 1790. opet je župno središte, a župna crkva Gospe od Krasna do danas je poznato proštenište posvećeno Majci Božjoj.
Nekada je svetište Majke Božje od Krasna na Velebitu bilo najjače marijansko proštenište u Hrvatskoj, posjećenije od Marije Bistrice i Trsata. U svetište su ljudi dolazili čak i pješice, s Krka, iz Bosne i Dalmacije.

## Stanovništvo
- 1971. – 873 (Hrvati – 847, Srbi – 8, Jugoslaveni – 7, ostali – 11)
- 1981. – 754 (Hrvati – 737, Srbi – 8, Jugoslaveni – 4, ostali – 5)
- 1991. – 674 (Hrvati – 654, Srbi – 5, ostali – 15)
- 2001. – 535 (Hrvati – 520, Srbi – 2, Jugoslaveni – 1, ostali – 13)
- 2011. – 476[5]

| broj stanovnika | 874   | 1165  | 1236  | 1359  | 1459  | 1483  | 1390  | 1404  | 1287  | 1194  | 1086  | 873   | 754   | 674   | 535   | 476   | 385   |
|                 | 1857. | 1869. | 1880. | 1890. | 1900. | 1910. | 1921. | 1931. | 1948. | 1953. | 1961. | 1971. | 1981. | 1991. | 2001. | 2011. | 2021. |

## Povijest
U Srednjem vijeku tu se na brdu Lisac nalazili manje seosko naselje Crastino, ali kraj je opustio pojavom Turaka u 17. stoljeću. Mjesto su naselili Bunjevci koji su tu došli s područja Svetog Jurja i Like i zauzeli pusta  «krasna» polja s pašnjacima i šumama.  

## Majka Božja od Krasna
Legenda o Majci Božjoj krasnarskoj potječe iz 1219. godine.
"U šumi krasnarskoj, pastiri pasli svoja stada. Jednoga dana ugledaše na nekakvu panju čudesan cvijet, a u cvijetu sliku Majke Božje. Pastiri otrgnu cvijet i ponesu ga u Krasnarsko polje, gdje se od drevnih vremena nalazila kapelica. Ali prenesenog cvijeta najednom nestade, dok ga pastiri opet ne nađoše na istom panju u šumi. Videći narod te događaje, sagradi u šumi kapelicu u čast Majci Božjoj, a nad samim panjem, gdje se cvijet ukazao, podiže žrtvenik."

## Crkva Majke Božje Krasnarske
Crkva Majke Božje Krasnarske iz 18. stoljeća, izgrađena na temeljima jedne srednjovjekovne crkvice. Najveću umjetničku vrijednost u crkvi predstavlja drveni kasetirani strop s oslikanim scenama iz života Krista, Marije i svetaca s latinskim citatima iz 1740. godine.

## Kuća Velebita u Krasnu
Kuća Velebita u Krasnu je centar za posjetitelje Nacionalnog parka Sjeverni Velebit.
Postav "Kuće Velebita" proteže se na četiri etaže i obuhvaća nekoliko tematskih cjelina koje se međusobno isprepliću i prožimaju kako bi se posjetiteljima što bolje pokazalo bogatstvo Velebita, njegova raznolikost te kulturna i prirodna vrijednost. "Kuća Velebita" prikazuje život na Velebitu, klimu, ekosustave, životinjske i biljne vrste, kulturnu baštinu, geologiju i podzemlje. Započela je s radom 2. kolovoza 2017. godine.

## Poznate osobe
- Ivan Devčić, riječki nadbiskup i metropolit.
- Milan Glavaš, sveučilišni profesor na Šumarskom fakultetu u Zagrebu
- Joso Vukelić, sveučilišni profesor na Šumarskom fakultetu u Zagrebu
- Nikola Komušanac, svećenik
- Milan Anić, sveučilišni profesor na Šumarskom fakultetu u Zagrebu[7]

## Vanjske poveznice
- Karta Krasna  Arhivirana inačica izvorne stranice od 29. prosinca 2006. (Wayback Machine)
- Fotogalerija Krasna  Arhivirana inačica izvorne stranice od 13. prosinca 2006. (Wayback Machine)
- CD rom: "Naselja i stanovništvo RH od 1857-2001. godine", Izdanje Državnog zavoda za statistiku Republike Hrvatske, Zagreb, 2005.